# Призма Аббе — Порро

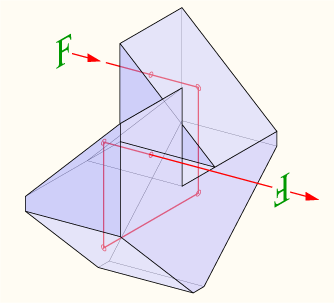
Призма Аббе — Порро

При́зма А́ббе — По́рро, или призма Порро второ́го ро́да — отражательная призма полного внутреннего отражения, предназначенная для оборачивания (переворота) изображения. Вариант более часто используемой двойной призмы Малафеева — Порро.
Впервые предложена русским оптиком Малафеевым в 1827 году.
Изображение поворачивается этой призмой на 180°, и по этой причине она используется для переворота изображений в некоторых биноклях и видеотехнике, видоискателях, где необходимо перевернуть изображение.
Призма не дисперсионная, так как свет на входную и выходную плоскости призмы падает перпендикулярно. Образует незеркальное изображение, так как число отражающих плоскостей полного внутреннего отражения, равное четырём, чётно.
Для упрощения изготовления этой призмы, как правило, склеивают оптическим клеем три трёхгранные призмы: две АР-90° и одна БР-180°